# روب فولر
روب فولر هو لاعب كرلنغ كندي، ولد في 25 يونيو 1975 في براندون في كندا.